# Sata salamaa (singolo)
Sata salamaa (finlandese: "Cento fulmini") è un singolo di Vicky Rosti assieme ai Boulevard, che rappresentò la Finlandia all'Eurovision Song Contest 1987, piazzandosi 15 su 22 con un totale di 32 punti.
Il brano è cantato dal punto di vista di una donna che racconta al suo amore che, nonostante le avversità (i cento fulmini nel titolo) che affrontano, ci sono altrettanti mondi al di fuori di questo e che uno di questi è per loro.
Il singolo è stato tradotto in inglese e ripubblicato sotto il nome di Firenight, come lato B dello stesso singolo.

## Tracce
Testi di Veli-Pekka Lehto, musiche di Petri Laaksonen.
1. Sata Salamaa – 3:00
2. Firenight – 3:00

## Cover
In occasione della quarta stagione di Vain elämää, format televisivo finlandese, il cantante pop Antti Tuisku ha fatto una cover del brano in versione EDM.